# Madi Mulkharka
Madi Mulkharka – gaun wikas samiti we wschodniej części Nepalu w strefie Kośi w dystrykcie Sankhuwasabha. Według nepalskiego spisu powszechnego z 2001 roku liczył on 1230 gospodarstw domowych i 6850 mieszkańców (3521 kobiet i 3329 mężczyzn).